# Wprost
«Wprost» — польський суспільно-політичний тижневик, що видавався з 1982 по 2000 рік у Познані, потім у Варшаві; з 2019 року головним редактором є Марцін Дзержановський; виходить в понеділок. У паперовій версії видавався до 30 березня 2020 року. 
З 1990 року тижневик публікує список 100 найбагатших поляків тижневика «Wprost», а з 1991 року редактори щотижневика присвоюють титул «Людина року тижневика Wprost». Тижневик пов'язаний скоріше з правою орієнтацією, хоча публікували та публікують у ньому багато авторів, пов’язаних з лівими силами чи центром політичної сцени (у т.ч. Магдалена Шрода та Томаш Налєч). Сам тижневик описується як ліберальний. 

## Історія
Друкується з 5 грудня 1982 року — спочатку як регіональний тижневик у Великопольську, а з 1989 року — як загальнонаціональний журнал. Спочатку редактори знаходились у Познані, а у 2000 році переїхали до Варшави. З 2010 року видавцем тижневика «Wprost» є PMPG Polskie Media (Platforma Mediowa Point Group). На кінець десятиліття 2001-2010 рр. тираж становив близько 178 тис. примірників. 
З початку трансформації системи (1989 р.) «Wprost» підтримував Александра Гавроніка, познанського підприємця та політичного діяча, натомість Гавронік купував у тижневику рекламні площі для своїх підприємств. 
У 2014 році тижневик публікував стенограми приватних розмов осіб, які виконують важливі публічні функції, вміст яких був отриманий із незаконних прослуховувань; публікація змісту розмови призвела до спалаху т. зв «скандалу підслуховування». 
30 березня 2020 року вийшов останній номер тижневика в друкованій формі. Видавець журналу «PMPG Polskie Media» виправдав таке рішення складною ситуацією в економіці внаслідок пандемії коронавірусу. Міхал Мацей Лісецький, мажоритарний акціонер і багаторічний президент компанії, зазначив, що це також результат систематичного зменшення кількості читачів друкованої версії тижневика роками, і люди, що працюють в ньому, були підготовлені до цього давно. У зв’язку з цим рішенням у редакції було оголошено також про групові звільнення від роботи. 

## Редакція
Головним редактором тижневика «Wprost» є Марцін Дзержановський. Марек Крул (1989–2006) найдовше обіймав посаду головного редактора «Wprost», будучи до грудня 2006 року президентом і головним акціонером видавництва. З травня 2006 року по січень 2007 року тижневиком керував Пйотр Габріел. Після його відходу цю посаду зайняв Станіслав Янецький. Після покупки 80 відсотків частки в Видавничо-рекламній агенції «Wprost» через PMPG наприкінці 2009 року, у лютому 2010 року Янецький попрощався з тижневиком, а Катажина Козловська стала головним редактором. Томаш Ліс був редактором журналу з травня 2010 року, а з лютого 2012 року його очолював Міхал Кобосько. З січня 2013 року по березень 2015 року головним редактором був Сильвестер Латковський, а потім до серпня 2016 року Томаш Врублевський. З серпня 2016 року по серпень 2019 року цю функцію виконував Яцек Похлопінь. 
Під егідою тижневика «Wprost» журі, що складається з переможців попередніх видань, щорічно нагороджує «Нагороду Кіселя». Сам тижневик присвоює титул «Людина року тижневика Wprost». «Wprost» також публікує багато циклічних рейтингів, таких як «Список 100 найбагатших поляків», «Список 100 найвпливовіших поляків», рейтинг інноваційних компаній, рейтинг найбільш високооплачуваних польських письменників тощо. 
У 2013–2015 роках постійну колонку під назвою «Бомба тижня» очолила Кароліна Корвін Пйотровська. Пйотровська розірвала співпрацю з «Wprost» після опублікування статті «Каміль Дурчок. Факти після Фактів» (№ 8 (1667)), авторами якої були Сильвестр Латковський, Міхал Маєвський та Ольга Василевська; стаття стосувалася події в приватному житті Каміля Дурчока, тодішнього головного редактора «Фактів» (TVN). 

## Коефіцієнт цитування
За даними Інституту моніторингу засобів масової інформації, у 2012 році тижневик «Wprost» був тижневиком, котрий щотижня цитується іншими засобами масової інформації та є одним із найпопулярніших засобів масової інформації в Польщі. 

## Головні редактори
1. Януш Пшибиш (1982-1983)
2. Вальдемар Косінський (1983-1989)
3. Марек Круль (1989–2006)
4. Пйотр Габріель (2006–2007)
5. Станіслав Янецький (2007–2010)
6. Томаш Ліс (2010–2012)
7. Міхал Кобоско (2012–2013)
8. Сильвестер Латковський (2013–2015)
9. Томаш Врублевський (2015–2016)
10. Яцек Похлопінь (2016-2019)[10]
11. Марцін Дзержановський (2019–2020)[11][12]

## Постійні рубрики
- Сканер
- Суспільство
- Польща
- Обмін
- Бізнес - Люди - Гроші
- Ноу-хау
- Наука і здоров'я
- Історія
- Без кордонів
- Світ
- Пасаж
- Культура та стиль
- Лазер
- Орган люду

## Wprost Light
У період з 28 травня 2009 року по жовтень того ж року з'явився двотижневик «Wprost Light» на розважальну тематику, головним редактором якого був Станіслав Янецький. 